# Informerende tekst
Den informerende teksttype benyttes til at informere modtageren. Det gælder om at komme ud med noget information, og man bør ikke give udtryk for sin mening, da den helst skal være objektiv. Det skal gerne være ren fakta. Gode eksempler på, hvor man kan støde på den informerende teksttype, er i artikler, varedeklaration eller skolebøger. 

## Centreret komposition
De enkelte informationer er centreret omkring kerneemnet.
- Definition og klassifikation af emnet.
- Faktuelle informationer om emnet, ordnet i kategorier.

## Sprogligt
Informerende tekst kendetegnes af sproglige træk såsom adjektiver og præpositions forbindelser, der er beskrivende og bruges til at klassificere og definere ved sammenligning og kontrast.